# كبريتيد الزرنيخ الثلاثي
كبريتيد الزرنيخ الثلاثي (سلفيد الزرنيخ) مركب كيميائي له الصيغة As2S3، ويكون على شكل بلورات صفراء برتقالية، كما يمكن أن يوجد على شكل مادة لابلورية.

## الخواص
- لا ينحل كبريتيد الزرنيخ في الماء لكنه ينحل في الإيثانول. ينحل كبريتد الزرنيخ الثلاثي في محاليل الكبريتيدات لتشكيله معقداً منحلاً، كما ينحل في المحاليل القلوية القوية مشكلاً مزيجاً من 3−AsS3 و الزرنيخيت.[3]
- تكون لبلورات كبريتيد الزرنيخ بنية بوليميرية تتألف وحداتها من مركز من ذرة زرنيخ محاطة بثلاث ذرات من الكبريت على شكل هرم ثلاثي [الإنجليزية]، بالمقابل فإن كل ذرة كبريت ترتبط بذرتي زرنيخ. في الشكل البلوري لكبريتيد الزرنيخ تشكل الروابط As-S طبقات صفائحية مرتبطة مع بعضها البعض بقوى فان دير فالس.[4] بالنسبة للشكل اللابلوري فإنه يكون متشابكاً لا على شكل صفائح، وتكون له القدرة على تشكيل طور زجاجي.
- يؤدي تحميص مركب كبريتيد الزرنيخ في الهواء يؤدي إلى تشكيل مركبات سامة طيارة، وقد يحدث هذا الأمر عند تداخل وجود كبرتيد الزرنيخ مع بعض معادن الفلزات الثقيلة.

2 As2S3 + 9 O2 → As4O6 + 6 SO2

## الوفرة الطبيعية والتحضير
يوجد كبريتيد الزرنيخ طبيعياً على شكل As4S6 في معدن الرهج الأصفر ذي الون الأصفر الذهبي. يوجد هذا المعدن عادة في المناطق البركانية. هنالك فلز آخر لكبيرتيد الزرنيخ وهو رهج الغار، الذي له الصيغة العامة As4S4.
يحضر كبريتيد الزرنيخ مخبرياً من التفاعل المباشر بين عنصري الزرنيخ والكبريت عند درجات حرارة مرتفعة (حوالي 390°س) حيث يتكون الشكل اللابلوري، والذي يتشكل نتيجة التبريد السريع للمصهور، إلا أنه قد يجوي بعض الشوائب وذلك عند إجراء العملية في الهواء الجوي. يمكن كتابة معادلة التحضير على الشكل:
2 As + 3 S → As2S3
في حال إجراء عملية التحضير تحت الفراغ فإن As2S3 الناتج يتحطم ليعطي أنواع جزيئية بما فيها As4S6 الجزيئي،  والذي له بنية الأدمنتان. في حال تعريض رقاقة من المركب الناتج إلى مصدر طاقة خارجي مثل عملية تخمير حراري ، أو إلى مصدر من مصادر الأشعة الكهرومغناطيسية مثل مصابيح الأشعة فوق البنفسجية أو الليزر  أو إلى حزمة إلكترونية  فإن As4S6 يتبلمر:
2/n (As2S3)n {\displaystyle {\overrightarrow {\leftarrow }}} As4S6
من جهة أخرى فإن كبريتيد الزرنيخ يمكن أن يتشكل عند معالجة أي ملح من أملاح الزرنيخ الثلاثي المائية بغاز كبريتيد الهيدروجين، حيث يترسب راسب أصفر من كبريتيد الزرنيخ.

## الاستخدامات
- يستخدم تفاعل ترسيب كبريتيد الزرنيخ الثلاثي في المحاليل المائية من أجل الكشف عن مركب الزرنيخ في الكيمياء التحليلية. تؤدي إضافة كمية زائدة من أيون الكبريتيد إلى انحلال الراسب مرة أخرى. يعود ذلك إلى تشكل أنيون له شحنة ثلاثية وبنية هرمية:

As2S3 + 6NaSH → 2AsS3−3 + 3H2S
- نتيجة ارتفاع قيمة قرينة الانكسار نسبياً للمركب (2.45)، والقيمة المرتفعة لصلادة نوب [الإنجليزية] مقارنة مع المقاومات الضوئية العضوية، فإن As2S3 قد تم إجراء بحوث عليه من أجل استخدامه في تصنيع بلورات فوتونية لها فجوة نطاق فوتونية ممتلئة. أدت التطورات في تقنيات النمذجة الليزرية والتنميش الكيميائي إلى استخدام كبريتد الزرنيخ لتشكيل بنى نانوية ثلاثية الأبعاد.[10][11] بدأت الأبحاث حول هذا الموضوع منذ بداية السبعينيات من القرن العشرين.[12][13]
- جرت أبحاث لاستخدام كل من As2S3 و As4S4 من أجل علاج مرض ابيضاض سلائف النقويات الحاد.[14]
- يستخدم الشكل اللابلوري منه لتحضير زجاج الكالكوجينيد [الإنجليزية] والمستخدم في تركيب الأجهزة البصرية في أجهزة الأشعة تحت الحمراء. حيث يكون هذا الزجاج نفوذاً للأشعة التي لها طول الموجة بين 620 و 11000 نانومتر. يتميز هذا الزجاج عن الزجاج المصنوع من سيلينيد الزرنيخ الثلاثي أنه أكثر ثباتية تجاه الأكسدة مما يقلل من أخطار التسمم.